# Дж. Ентоні Блер
Джон Ентоні Блер (англ. John Enthony Blair; 12 серпня 1941 — 7 березня 2024) — канадський філософ.
Разом зі своїм колегою Ральфом Джонсоном його вважають одним із засновників руху неформальної логіки в Північній Америці . Спільно вони видали один із найвпливовіших текстів руху «Логічний самозахист». Блер також є співзасновником Центру досліджень міркувань, аргументації та риторики, співзасновником Онтарійського товариства вивчення аргументації (OSSA) і членом правління Міжнародного товариства вивчення аргументації (ISSA).

## Життєпис
Блер народився в Оттаві, Онтаріо, і відвідував середню школу Фішер Парк.  У 1958 році він став чемпіоном Канади з спуску на лижах  та комбінованих альпійських змаганнях на лижах серед юніорів, а також грав у міжуніверситетських футбольних чемпіонатах у команді McGill (1960 та 1962).   7 березня 2024 року помер у Віндзорі, Онтаріо.

## Наукова діяльність
Блер навчався в Мічіганському університеті та Університеті Макгілла . Він викладав філософію в Університеті Віндзора з 1967 по 2006 рік, очолюючи цей факультет впродовж двох термінів Був почесним професором Віндзорського університету.
Публікації Блера зосереджені на теорії аргументації, критичному мисленні, неформальній логіці та візуальній аргументації.

## Вибрані твори
- Логічний самозахист (Logical Self Defence) (New U.S.Edition, IDEBATE, 2006)
- Основи теорії аргументації: вибрані статті Дж. Ентоні Блера (Groundwork in the Theory of Argumentation: Selected Papers of J. Anthony Blair) (Dordrecht: Springer, 2012)